# Neon (Lonely People)
Neon (Lonely People) este al doilea disc single de pe al treilea album de studio al cântăreței germane Lena Meyer-Landrut. Single-ul a fost lansat la data de 15 martie 2013. Versiunea single are un rimt mai rapid față de versiunea de pe albumul care a fost lansat la data de 12 octombrie 2013.

## Background
Neon a fost scris de către Lena în colaborare cu scriitorii englezi Mathew Benbrook și Pauline Taylor,care au colaborat cu artiști ca Paolo Nutini,Dido,sau Faithless.Remixul a fost creat în 2013 de către Jochen Naaf,un producător din Köln,orașul în care Lena locuieșțe,producător ce a mai creat remix-uri a melodiilor ce aparțin unor artiști ca Klee,Polarkreis 18 și Lady Gaga.
Lena a interpretat pentru prima dată melodia în timpul unui eveniment în München pe data de 30 iulie 2012 în fața unor ziariști. Prima interpretare a melodiei la televizor a fost la o emisiune din Germania,pe canalul de televiziune privat Sat.1,pe 12 octombrie 2012,chiar în ziua lansării albumului. Premierea singleului la radio a avut loc pe data de 18 ianuarie 2013,iar prima interpretare live a avut loc la Selecția națională a Germaniei la Concursul Muzical Eurovision 2013,pe 14 februarie 2013,în Hanovra,orașul natal al Lenei.
Într-un interviu,Lena a descris povestea din cântec:
Cred că toată lumea știe acel sentiment când te simți singur,chiar dacă mulți oameni sunt în jurul tău.La noapte în club,spre exemplu.Când toată lumea pare atât de plină,dar și atât de goală.Dar,apoi,pe ringul de dans,o anumită persoană te îndreaptă și brusc singurătatea ta dispare.Acesta este punctul în Neon.Totul este bine când muzica începe,sau ceva de genul.
Pe 22 februarie 2013,iTunes și Amazon.de au oferit o nouă ediție a albumului Stardust cu single-ul Neon.

## Videoclipul Muzical
Videoclipul muzical a fost filmat la începutul lui februarie 2013 în Rathenau-Hallen din Berlin.  Regizorul a fost Bode Brodmüller care totodată a regizat videoclipul Lenei pentru melodia Stardust în 2012.Premierea a avut loc pe 1 martie 2013.Videoclipul este filmat într-un depozit și o arată pe Lena în diferite ipostaze.Cateodată ea este acompaniată de către dansatoare,ce execută mișcări de balet.Luminile ce atârnă pe tavan ilustreaza lumina de neon,ca în versurile melodiei.

## Track listing
| Nr. | Titlu                                   | Lungime |  |
| 1.  | „Neon (Lonely People)” (Single Mix)     | 3:32    |  |
| 2.  | „Neon (Lonely People)” (Beatgees Remix) | 3:36    |  |

## Topuri
Pe 26 martie 2013 Neon a intrat pe poziția 38 în Topul Muzical German.
| Topuri (2013)                   | Poziția în top |
| ------------------------------- | -------------- |
| Germania (Media Control Charts) | 38             |